# Denis Lebel
Denis Lebel, né le 26 mai 1954 à Roberval, est un homme politique canadien. Il est de 2007 à 2015 député conservateur de Roberval—Lac-Saint-Jean puis de octobre 2015 à juin 2017 de Lac-Saint-Jean. Il démissionne le 19 juin 2017. Il a occupé de 2008 à 2015 divers postes de ministre dans le gouvernement de Stephen Harper.

## Biographie
Il est élu le 17 septembre 2007 député de la circonscription fédérale de Roberval—Lac-Saint-Jean, au Québec. Le 30 octobre 2008 il est nommé ministre d’État pour l’Agence de développement économique du Canada pour les régions du Québec, poste qu'il conserve durant toute la 40e législature. Réélu en mai 2011, il obtient un poste de ministre de plein droit, étant nommé ministre des Transports, de l'Infrastructure et des Collectivités, ainsi que ministre de l'Agence de développement économique du Canada pour les régions du Québec. Il conservera ce dernier poste jusqu'aux élections de 2015. 
En mars 2012, Denis Lebel ajoute à ses responsabilités celles de ministre des Affaires intergouvernementales, jusqu'en juillet, et de président du Conseil privé. En juillet, il devient lieutenant politique du gouvernement pour le Québec et son titre officiel devient ministre de l’Infrastructure, des Collectivités, des Affaires intergouvernementales et de l'agence de développement économique du Canada pour le Québec tout en demeurant président du conseil privé de la reine pour le Canada. 
Lorsque le Parti conservateur perd le pouvoir en novembre 2015, il est nommé porte-parole de l'opposition officielle pour les Affaires intergouvernementales et chef adjoint de l'opposition officielle.
Il occupait auparavant la fonction de maire de la ville de Roberval, avant quoi il a été directeur de l'ermitage Saint-Antoine de Lac-Bouchette et directeur général du village historique de Val-Jalbert avant son passage à la mairie. 
Il est nommé PDG du Conseil de l'industrie forestière du Québec, poste qu'il occupa jusqu'à sa retraite en septembre 2020.